# Чкаловское сельское поселение (Приморский край)
Чкаловское се́льское поселе́ние — сельское поселение в Спасском районе Приморского края.
Административный центр — село Чкаловское.

## История
Статус и границы сельского поселения установлены Законом Приморского края от 11 ноября 2004 года № 163-КЗ «О Спасском муниципальном районе»

## Население
| 2010  | 2011  | 2012  | 2013  | 2014  | 2015  | 2016  |
| ----- | ----- | ----- | ----- | ----- | ----- | ----- |
| 6296  | ↘6290 | ↘6171 | ↘6119 | ↘6033 | ↘5918 | ↘5864 |
| 2017  | 2018  | 2019  | 2020  | 2021  |       |       |
| ↘5830 | ↘5780 | ↘5684 | ↘5566 | ↘3713 |       |       |

## Состав сельского поселения
В состав сельского поселения входят 5 населённых пунктов:
| № | Населённый пункт | Тип населённого пункта       | Население |
| - | ---------------- | ---------------------------- | --------- |
| 1 | Васильковка      | село                         | ↘195      |
| 2 | Зеленодольское   | село                         | ↘593      |
| 3 | Кронштадтка      | село                         | ↘417      |
| 4 | Свиягино         | железнодорожная станция      | ↘1263     |
| 5 | Чкаловское       | село, административный центр | ↘2032     |

## Местное самоуправление
Администрация
Адрес: 692200, с. Чкаловское, пер. Торговый, 12. Телефон: 8 (42352) 75-1-13
Глава администрации
- Трусов Владимир Николаевич
- Ию Всеволод Сантеевич

Председатель муниципального комитета
- Ухань Ольга Александровна